# Eintrachtstaler
Eintrachtstaler sind Taler, die zur Erinnerung an eine gemeinsame einträchtige Regentschaft mehrerer Fürsten geprägt sind. Eintrachtstaler führen Sprüche auf die Eintracht.
Beispiele für Eintrachtstaler:
- 1533: Taler der Brüder Bernhard und Ernst von Baden
- 1596–1633: Taler der Herzöge Johann Casimir von Sachsen-Coburg und Johann Ernst von Sachsen-Eisenach
- Taler der Herzöge von Braunschweig-Lüneburg:
1599: Heinrich Julius mit seinen drei Brüdern Philipp Sigismund, Joachim Karl und Julius August
1617: Julius Ernst und August der Jüngere
1667: Rudolf August und Anton Ulrich

## Eintrachtstaler 1626
Das Herzogtum Sachsen-Coburg-Eisenach entstand nach dem Erfurter Teilungsvertrag vom 6. November 1572. Es wurde den Brüdern Johann Casimir (geb. am 12. Juni 1564) und Johann Ernst (geb. am 9. Juli 1566) übertragen. Von 1572 bis 1596 standen die Brüder unter Vormundschaft der Kurfürsten Friedrich III. von der Pfalz, Johann Georg von Brandenburg und August von Sachsen. Ab 1586 regierten sie eigenständig und gemeinsam.
1596 trennten sich die Brüder:
- Johann Casimir Herzog von Sachsen-Coburg mit Residenz in Coburg
- Johann Ernst Herzog von Sachsen-Eisenach mit Residenz in Gotha

Nach dem Tod des kinderlosen Johann Casimir am 16. Juli 1633 wurden beide Gebiete wieder unter Johann Ernst als Herzogtum Sachsen-Coburg-Eisenach vereint. 
Ab 1577 erfolgten gemeinsame Münzprägungen, die auch nach deren Trennung bis 1633 fortgeführt wurden. In dieser Zeit wurden mehrere Eintrachtstaler geprägt. Der nachfolgende Eintrachtstaler von 1626 enthält den auf Vorder- und Rückseite getrennten Spruch: „Frieden ernährt – Unfrieden verzehrt“.

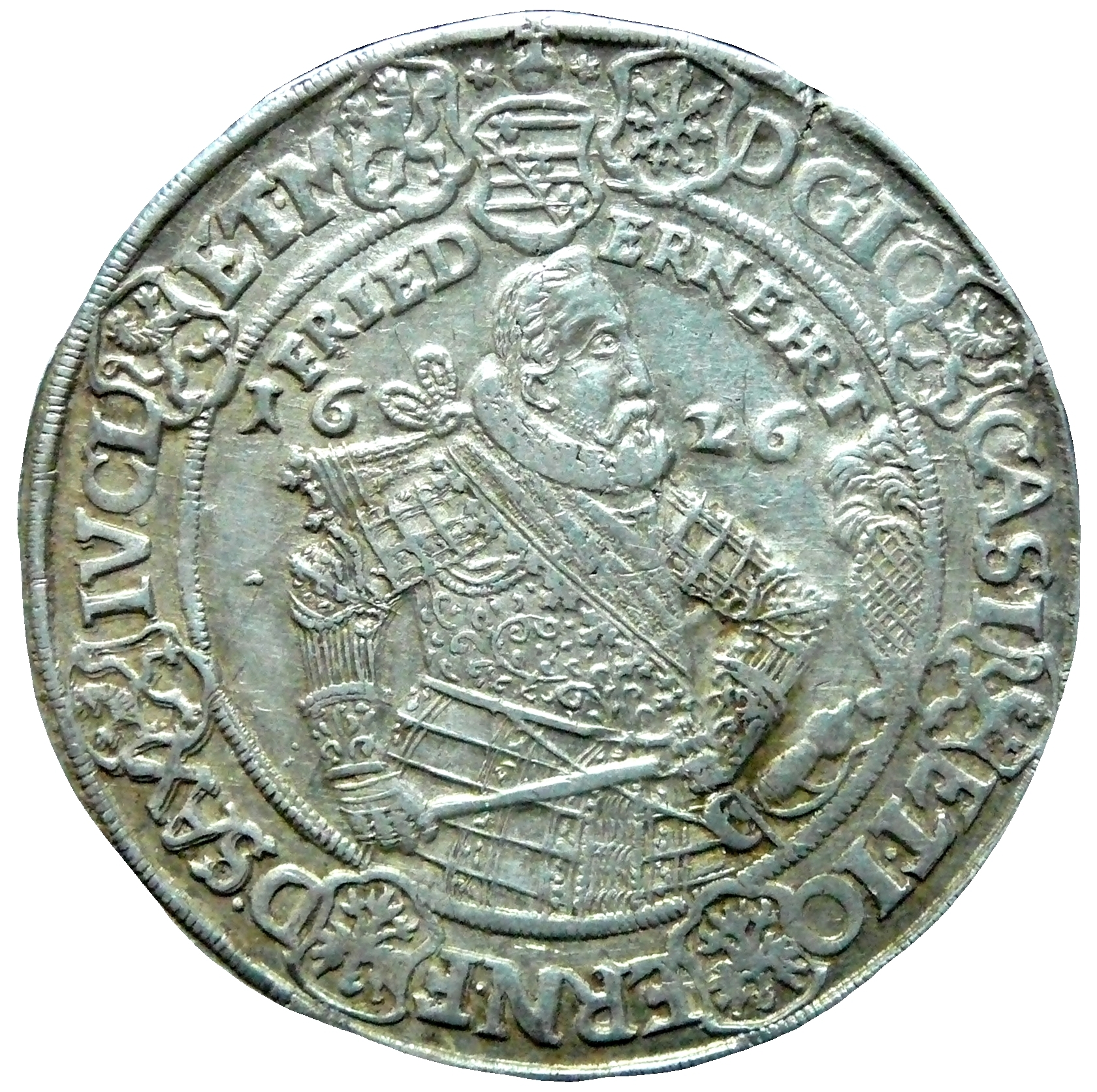
Vorderseite: Johann Casimir

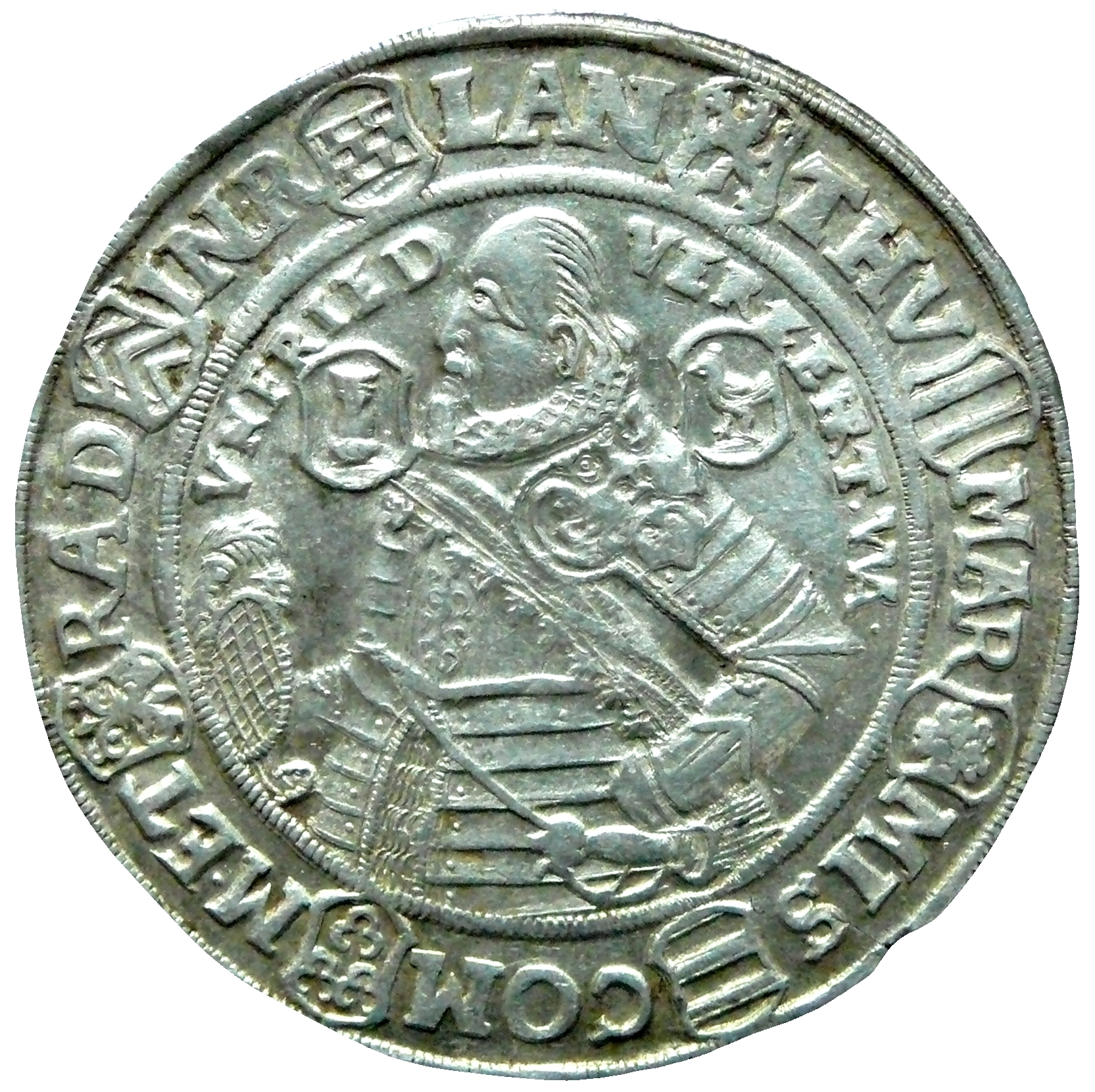
Rückseite: Johann Ernst

Johann Casimir Herzog von Sachsen-Coburg 1596–1633 und Johann Ernst Herzog von Sachsen-Eisenach 1596–1633
Reichstaler gemäß Augsburger Reichsabschied vom 30. Mai 1566 mit 8 Stück aus der Rauhen bzw. 9 Stück aus der Feinen Mark
- Silber 14 Lot 4 Grän = 888,89 ‰ 
 Feingewicht: 25,984 g Raugewicht Soll: 29,232 g Ist: 29,27 g
- Durchmesser: 43,95–44,22 mm Dicke: 2,42 mm
- Prägung von 1623 bis 1629 Münzstätte Saalfeld
- Münzmeister: Wolf Albrecht der Jüngere im Amt 1612–1620 und 1623–1632
- Wendeprägung / Kante glatt

- Vorderseite (Vs.): Hüftbild von Johann Casimir im geblümten Harnisch mit bloßem Haupt nach rechts, Feldbinde über der rechten Schulter, rechten Hand hält Regimentsstab, linke Hand in der Hüfte, daneben befederter Helm, Schwert in der Scheide; beidseitig getrennte Jahreszahl, darüber Beginn des Wahlspruchs als innere Umschrift in deutscher Schrift: FRIED ERNEHRT

Oben Reichsapfel zwischen zwei Blüten, darunter Wappen des Herzogtums Sachsen, zwischen äußeren und einem inneren Zierkreis acht Wappenschilde verteilt (Wappen der Herzogtümer Kleve, Jülich, Berg, Pfalzgrafschaften Sachsen und Thüringen, Grafschaft Orlamünde, Markgrafschaft Meißen, Landgrafschaft Thüringen), dazwischen Namen der Münzherrn und Titel D.G.IO / CASI / ET IO / ERNE / D.SAX / IV.CL / ET.M
- Rückseite (Rs.): Hüftbild von Johann Ernst im Harnisch mit bloßem Haupt nach links, Feldbinde, rechte Hand am Schwert in der Scheide, links befederter Helm, beidseitig zwei Wappen (Herrschaft Römhild links und Gefürstete Grafschaft Henneberg rechts), darüber Fortsetzung des Wahlspruchs als innere Umschrift: VNFRIED VERZEHRT ◦ und in Verlängerung Anfangsbuchstaben des Münzmeisters: WA

zwischen äußeren und einem inneren Zierkreis acht Wappenschilde verteilt (Wappen von Herrschaft Pleissen, Markgrafschaft Landsberg, Burggrafschaft Altenburg, Herrschaft Eisenberg, Grafschaft Brehna, Regalienfeld, Grafschaft Ravensberg, Grafschaft Mark), dazwischen Fortsetzung der Titel LAN / THV / MAR / MIS / COM / M◦ET / RAD / IN◦R
- Titelübersetzung: DEI GRATIA JOHAN CASIMIR ET JOHAN ERNEST DUX SAXONIAE IVLIACI CLIVIAE ET MONTIUM // LANDGRAVII THURINGIÆ, MARCHIONES MISNENSES COMES MARC ET RAVENSPERG DNVS IN RAVENSTEIN (von Gottes Gnaden Johann Casimir und Johann Ernst Herzog von Sachsen, Jülich, Kleve und Berg // Landgraf von Thüringen, Markgraf von Meißen, Graf von Mark und Ravensberg, Herr in Ravenstein)

Ab 1612 werden auf den Münzen der gemeinsamen Prägung der Herzöge Anspruchswappen und entsprechende Titel aus dem  Jülich-Klevischen Erbfolgestreit gezeigt. Es handelt sich um die Herzogtümer Kleve, Jülich und Berg sowie die Grafschaften Mark und Ravensberg. Auch auf diesem Reichstaler sind alle Anspruchswappen abgebildet und die entsprechenden Titel in der Umschrift aufgeführt.
Der Regimentsstab ist der Hinweis darauf, dass Johann Casimir ein Regiment zu Pferde im braunschweigischen Heer 1622 führte.